# Priguibski
Priguibski (del ruso: Пригибский) es un jútor del raión de Kalíninskaya del krai de Krasnodar en el sur de Rusia. Está situado en el conjunto de marismas y limanes que forman la desembocadura del río Kirpili, 55 km al noroeste de Kalíninskaya y 108 km al noroeste de Krasnodar, la capital del krai. Tenía 428 habitantes en 2010.
Pertenece al municipio Grívenskoye.